# Elise Ng
Elise Ng Jia-Yunn (chinesisch 吳嘉韻 / 吴嘉韵, Pinyin Wú Jiāyùn, Jyutping Ng4 Gaa1wan6, kantonesisch Ng Jia-yunn; * 4. Februar 1981 in Kowloon) ist eine ehemalige chinesische Squashspielerin und Squashtrainerin aus Hongkong.

## Karriere
Elise Ng begann ihre professionelle Karriere in der Saison 2000 und gewann einen Titel auf der WSA World Tour, auf der sie bis 2011 spielte. Ihre höchste Platzierung in der Weltrangliste erreichte sie mit Position 35 im Januar 2008. Mit der Hongkonger Nationalmannschaft nahm sie 1998, 2000, 2002 und 2010 an Weltmeisterschaften teil. Auch bei Asienmeisterschaften stand sie mehrfach im Kader. Im Jahr 2010 wurde sie mit der Mannschaft Asienmeister.

## Erfolge
- Asienmeister mit der Mannschaft: 2010
- Gewonnene WSA-Titel: 1